# Eupleurogrammus glossodon
Eupleurogrammus glossodon är en fiskart som först beskrevs av Bleeker, 1860.  Eupleurogrammus glossodon ingår i släktet Eupleurogrammus och familjen Trichiuridae. Inga underarter finns listade i Catalogue of Life.